# هيرمان سالمون
هيرمان سالمون (بالإنجليزية: Herman Salmon)‏ هو طيار اختبار أمريكي، ولد في 11 يوليو 1913 في ميلواكي في الولايات المتحدة، وتوفي في 20 يونيو 1980 في كولومبوس في الولايات المتحدة.